# Bayerischer Bauernverband
Der Bayerische Bauernverband (BBV) ist eine Körperschaft des öffentlichen Rechts mit Sitz in München und rund 14.000 ehrenamtlichen sowie etwa 400 (einschließlich der Dienstleistungsunternehmen 2000) hauptamtlichen Mitarbeitern. Er vertritt etwa 140.000 Mitglieder (Stand 2021), wovon mehr als 100.000 aktive Bauern sind. Im selben Zeitraum gab es in Bayern 102.960 landwirtschaftliche Betriebe. Das entspricht rein rechnerisch einem Organisationsgrad von rund 97 %. Der BBV versteht sich als die Einheitsorganisation der bayerischen Land- und Forstwirtschaft und als Vertreter der Belange seiner Mitglieder als aktive Landwirte, Forstwirte und Grundeigentümer sowie der Interessen des ländlichen Raumes insgesamt.
Der BBV ist ein Landesbauernverband im Deutschen Bauernverband.

## Geschichte
Der Bayerische Bauernverband wurde am 7. September 1945 in München unter anderem von Alois Schlögl, dem späteren Landwirtschaftsminister Joseph Baumgartner sowie dem späteren Raiffeisenpräsidenten Michael Horlacher gegründet und bekam am 29. November 1945 von der Bayerischen Staatsregierung die Körperschaftsrechte verliehen. Am 29. Oktober 1946 unterzeichnete der damalige Bayerische Ministerpräsident Wilhelm Hoegner die Verordnung Nr. 106 über die Aufgaben des Bayerischen Bauernverbandes: „Der Bayerische Bauernverband nimmt als Berufsorganisation der bayerischen Landwirtschaft hiernach aufklärende und beratende Aufgaben wahr, die die Förderung der gesamten Landwirtschaft auf fachlichem, beruflichem und wirtschaftlichem Gebiet zum Gegenstand haben. Zur Landwirtschaft gehört im Sinne dieser Verordnung auch die Forstwirtschaft in den Privat-, Gemeinde-, Stiftungs- und Körperschaftswaldungen und der Gartenbau.“
Die Vertretung der Bäuerinnen wird im Bayerischen Bauernverband durch die Landfrauengruppe wahrgenommen. Diese wird von der Landesbäuerin geführt.
1948 wurde die Bauernschule in Ottobeuren gegründet. 1950 folgte die Gründung der Bäuerinnenschule auf dem Hartschimmelhof. Der Bayerische Bauernverband war eine treibende Kraft, als 1955 ein angemessenes landwirtschaftliches Einkommen als politisches Ziel im Landwirtschaftsgesetz und dann auch im EWG-Vertrag verankert wurde. 1974 gründete man das Bildungswerk des Bayerischen Bauernverbandes. 1976 wurde die Bildungsstätte des Bayerischen Bauernverbandes in Herrsching eröffnet. Sie war die Zusammenführung der Bauernschule und der Bäuerinnenschule. Seit 2005 ist die Bildungsstätte umbenannt in „Haus der bayerischen Landwirtschaft Herrsching“.
Die Änderungen im Umfeld der Landwirtschaft und der damit auch verbundene Strukturwandel in der Landwirtschaft ist eines der drängendsten Probleme, mit denen sich der Verband beschäftigt. 1949 gab es 391.000 landwirtschaftliche Betriebe über zwei Hektar, 1971 waren es ca. 291.000 und im Jahr 2012 ca. 110.000 landwirtschaftliche Betriebe in Bayern.

## Diskussion zur Anbindehaltung
Auch der Bayerische Bauernverband spricht sich auf eine BR-Anfrage gegen ein generelles Verbot der ganzjährigen Anbindehaltung aus, befürwortet aber gleichzeitig die Weiterentwicklung und Alternativen. Auf die Frage, ob diese Haltungsform artgerecht sei, antwortet der Milchpräsident Peter Köninger: „Nach den fünf Freiheiten zur Beurteilung des Wohlbefindens von Tieren ist eine Kuh in Anbindehaltung frei von Hunger, geschützt und erfährt keine Schmerzen, keine Angst und keine psychischen Leiden“. Jeder Tierhalter und jede Tierhalterin möchte, dass es den Tieren gut gehe, heißt es.
Auf der Webseite des Bayerischen Bauernverbands heißt es: „Eine enge Bindung zwischen Tierhalter und Tieren sowie ein verantwortungsvoller Umgang mit den Tieren stehen auch in der Anbindehaltung im Vordergrund. Denn generell gilt: Ganz unabhängig vom Haltungssystem kann mehr oder weniger Tierwohl erreicht werden. Tiere im Anbindestall können sehr gut und intensiv gepflegt werden.“ Verwiesen wird dabei auf eine Studie der Landwirtschaftskammer Österreich, wonach in der Kombinationshaltung, bei der Tiere zeitweise Bewegung erhalten, durch gezielte Maßnahmen und vorbeugende Pflege ein sehr hohes Niveau an Tierwohl erreicht werden kann.
Der Rechtsexperte Jens Bülte sagt dazu: „Wenn wir davon ausgehen – was Stand der Verhaltensforschung und der Veterinärmedizin ist – dass die Tiere unter der Anbindehaltung leiden, dann bewegen wir uns nicht im Graubereich“.
Das Verwaltungsgericht Münster urteilte im Dezember 2019, dass ein Tierhalter seinen Rindern im Sommer mindestens zwei Stunden täglich Auslauf zu gewähren hat.

## Präsidenten
- Joseph Sturm (1945–1946)
- Fridolin Rothermel (1946–1955)
- Otto Freiherr von Feury (1955–1977)
- Gustav Sühler (1977–1991)
- Gerd Sonnleitner (1991–2012)
- Walter Heidl (2012–2022)
- Günther Felßner (seit 2022)

## Landesbäuerinnen
- Maria Baur (1949–1963)
- Therese Wieser (1963–1972)
- Maria Wiederer (1972–1987)
- Ida Krinner (1987–1995)
- Hannelore Siegel (1995–2002)
- Annemarie Biechl (2002–2012)
- Anneliese Göller (2012–2022)
- Christine Singer (seit 2022)

## Organisation

### Gremien
Im BBV gibt es folgende Gremien:
- Arbeitsgemeinschaft der Nebenerwerbslandwirte
- Arbeitsgemeinschaft zur Förderung der Landjugend im BBV
- Arbeitsgemeinschaft der Jagdgenossenschaften und Eigenjagdbesitzer
- Landesfachausschuss der forstwirtschaftlichen Zusammenschlüsse im BBV
- Landesfachausschuss für Tierische Erzeugung und Vermarktung
- Landesfachausschuss Milch
- Landesfachausschuss für Pflanzliche Erzeugung und Vermarktung
- Landesfachausschuss für Umweltfragen
- Landesfachausschuss für Ernährung und Verbraucherfragen
- Landesfachausschuss für Nebenerwerbslandwirtschaft und Diversifizierung
- Landesfachausschuss für Nachwachsende Rohstoffe und Erneuerbare Energien
- Landesfachausschuss für Ökologischen Landbau
- Landesfachausschuss für Agrarpolitik und Ländlichen Raum
- Landesfachausschuss für Soziale Fragen
- Landesfachausschuss für Steuerfragen
- Landesfachausschuss für Bildung und Beratung
- Landesfachausschuss für Kommunikation
- Arbeitskreis Sonderkulturen
- Arbeitskreis der Pensionspferdehalter im BBV[9]
- Arbeitskreis Grünland
- Einkaufen auf dem Bauernhof
- Beirat des Bildungswerkes
- Beirat des Berufsbildungswerkes
- Landesverband „Urlaub auf dem Bauernhof in Bayern“ e. V.
- Verband der Fachwirte Naturschutz und Landschaftspflege

### Landjugend
Die anerkannten Landjugendorganisationen wirken im Verband auf allen Ebenen mit. Folgende Landjugendorganisationen haben Sitz und Stimme im Präsidium:
- Bayerischen Jungbauernschaft e. V. (BJB)
- Evangelische Landjugend in Bayern (ELJ)
- Katholische Landjugendbewegung Bayern (KLJB)

### Tochterunternehmen
Der Verband betreibt sein Dienstleistungsangebot mit folgenden Tochterunternehmen:
- BBV Steuerberatung für Land- und Forstwirtschaft GmbH
- bbv-Computerdienst GmbH
- bbv-service Versicherungsmakler GmbH
- Treukontax Steuerberatungsgesellschaft mbH
- BBV Verkehr und Technik GmbH
- Katholische Dorfhelferinnen & Betriebshelfer in Bayern GmbH
- BBV Touristik GmbH
- LQB Landwirtschaftliche Qualitätssicherung Bayern GmbH
- BBV LandSiedlung GmbH

### Veranstaltungen
Der Verband veranstaltet seit 1949 das Bayerische Zentral-Landwirtschaftsfest (ZLF) auf der Theresienwiese (Oktoberfest) in München. Seit 1996 wird es alle vier Jahre durchgeführt, zuvor in dreijährigem Turnus.